# 弗里德里希·弗朗茨二世 (梅克伦堡-什未林)
腓特烈·法蘭茲二世（德語：Friedrich Franz II，1823年2月28日—1883年4月15日），第三任梅克伦堡-什未林大公，1842年至1883年在位。

## 生平
腓特烈·法蘭茲二世是梅克伦堡-施威林大公保罗·腓特烈与普鲁士公主亞歷山德琳的长子，1823年2月28日生于路德维希斯卢斯特。1842年弗里德里希·弗朗茨19岁时，父亲去世。弗里德里希·弗朗茨继承父位成为梅克伦堡-什未林大公。
即位后的弗里德里希·弗朗茨二世曾周游列国，包括俄罗斯、意大利和东洋国家。1864年的普丹战争中，弗里德里希·弗朗茨二世没有向普鲁士提供一支军队，因为一方面梅克伦堡害怕丹麦对其海岸的威胁，另一方面，丹麦国王是他的好友。普奥战争，他站在普鲁士一方。1871年的普法戰爭中，弗里德里希·弗朗茨二世是德意志帝国第八军的总指挥，参与了巴黎、奥尔良、勒芒的战役。

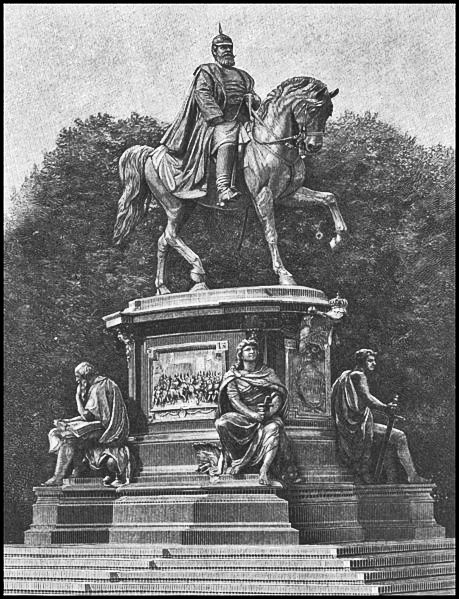
什未林的弗里德里希·弗朗茨二世雕像

弗里德里希·弗朗茨二世于1883年4月15日在什未林去世，终年60岁。长子弗里德里希·弗朗茨三世继位为梅克伦堡-什未林大公。

### 弗里德里希·弗朗茨二世时代的梅克伦堡-什未林首相
- 路德维希·冯·吕措（Ludwig von Lützow），任期：1840年—1850年
- 汉斯·阿道夫·卡尔·冯·彪罗伯爵（Hans Adolf Karl Graf von Bülow），任期：1850年4月12日—1858年5月29日
- 加斯佩·约阿希姆·博恩哈德·威廉·冯·厄尔岑（Jasper Joachim Bernhard Wilhelm von Örtzen），任期：1858年5月29日—1869年
- 赫宁·卡尔·弗里德里希·冯·巴塞维茨伯爵（Henning Carl Friedrich Graf von Bassewitz），任期：1869年—1885年12月15日

## 婚姻与子女
1849年，腓特烈·法蘭茲与羅伊斯-科斯特利茨的奧古斯塔结婚，二人共有3子1女：
- 腓特烈·法蘭茲（1851年—1897年），梅克伦堡-什未林大公
- 保罗·腓特烈（1852年—1923年）
- 瑪麗（1854年—1920年），俄罗斯大公夫人
- 约翰·阿尔布雷希特（1857年—1920年），不伦瑞克公國摄政

奥古斯塔於1862年去世。1864年，腓特烈·法蘭茲與黑森-達姆施塔特的安娜結婚，兩人共有一女：
- 安娜（1865年—1882年），早逝

安娜生下女儿后不久便去世了。1868年，腓特烈·法蘭茲与施瓦茨堡-魯多爾施塔特的瑪麗結婚，兩人共有3子1女：
- 伊莉莎白·亞歷山德琳（1869年—1955年），歐登堡大公夫人
- 腓特烈·威廉（1871年—1897年）
- 阿道夫·腓特烈（1873年—1969年），德属多哥蘭总督
- 海因里希（1876年—1934年），荷蘭王夫